# Státní ruské muzeum
Státní ruské muzeum (rusky Государственный Русский музей), do roku 1917 Ruské muzeum cara Alexandra III. (Ру́сский Музе́й Импера́тора Алекса́ндра III), je uměleckohistorické muzeum v ruském městě Petrohradě. Je to největší muzeum specializující se výhradně na ruské a sovětské výtvarné umění. Hlavní část sbírek muzeum soustřeďuje v klasicistní budově Michajlovského paláce. Expozice muzea se nacházejí v Michajlovském paláci, v Mramorovém paláci, Letním paláci Petra I. a ve Stroganovovově paláci. Muzeum spravuje také Michajlovskou zahradu, Letní zahradu, zahradu Michajlovského paláce a domek Petra I.

## O muzeu
Státní ruské muzeum se svým sbírkovým fondem řadí k největším institucím podobného druhu na světě. Svými téměř čtyřmi sty tisíci exponáty z oborů malířství, sochařství, grafiky a užitého umění nemá galerie mezi muzei zaměřenými na shromažďování děl národního umění konkurenci na celém evropském kontinentu. Zvláštností, kterou se Ruské muzeum odlišuje od Treťjakovské galerie, podobně zaměřené instituce, je skutečnost, že téměř tisíciletá historie vývoje ruské umělecké kultury je zde zastoupena nejen tvorbou profesionálních umělců, ale také vynikajícími výtvory lidového umění.
Ředitelem muzea je historik umění Vladimir Alexandrovič Gusev.

## Vznik a rozvoj muzea
Jako oficiální datum založení, původně Ruského muzea cara Alexandra III., je uváděn 13. duben 1895jul.. Iniciátorem jeho vzniku byl ruský car Mikuláš II., který tímto pojmenováním chtěl vzdát památku svému otci Alexandrovi III.

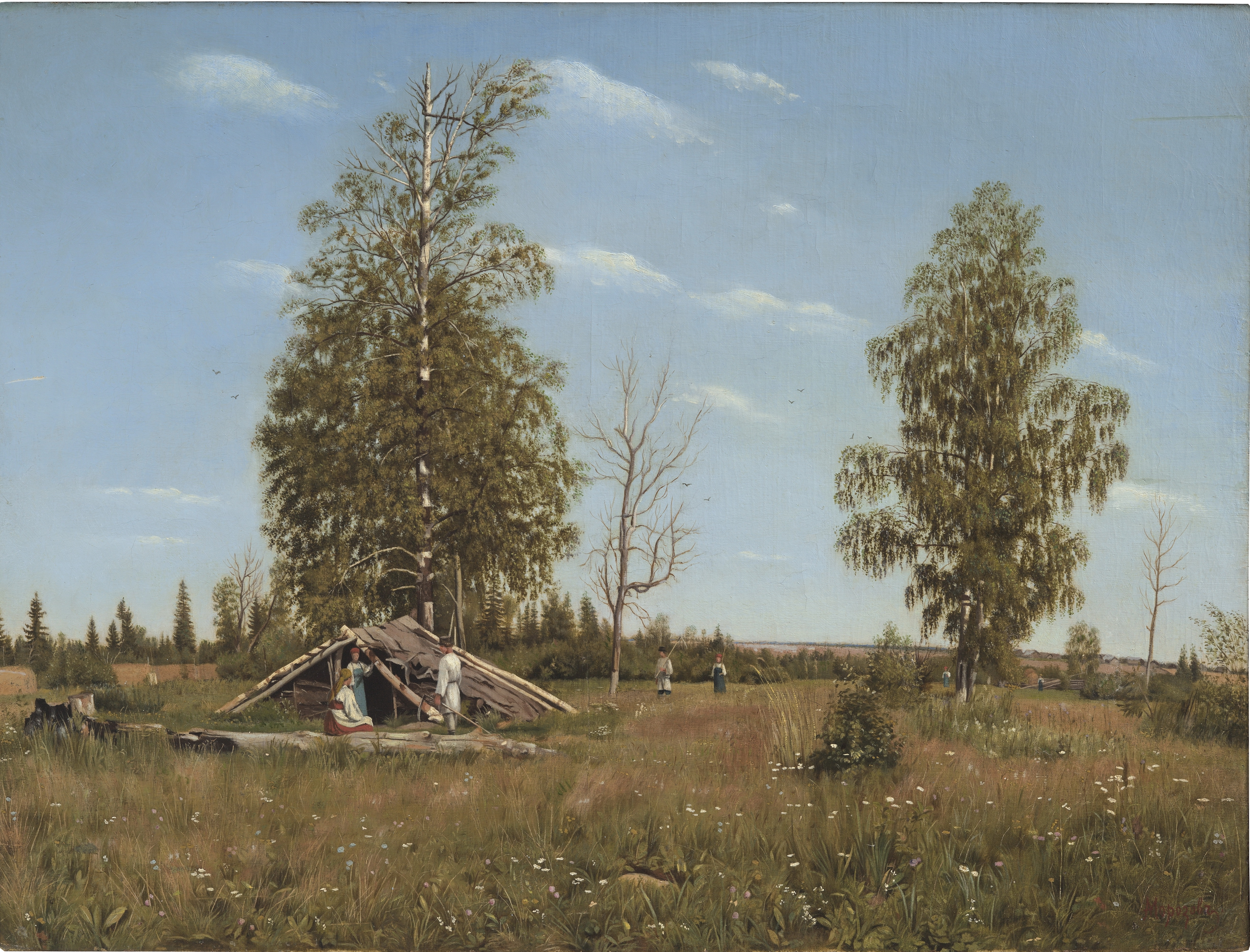
Alexandr Ivanovič Morozov, Odpočinek na senách, kolem 1860, olej na plátně

V březnu 1898 se v Petrohradě, v budově Michajlovského paláce, konalo slavnostní otevření prvního státního muzea národnostního umění na území Ruska. Současně byla muzeu do vínku předána díla ruských mistrů z několika existujících galerií (např. Ermitáže, Akademie umění), ale také z různých soukromých sbírek. O tom, že šlo o akt mimořádného významu svědčí skutečnost, že se od prvních dnů své existence sbírkové fondy rozrůstaly o díla nejvýznamnějších představitelů ruského umění, například Fjodora Stěpanoviče Rokotova, Karla Brjullova, Fjodora Antonoviče Bruniho, Ilji Repina a dalších.

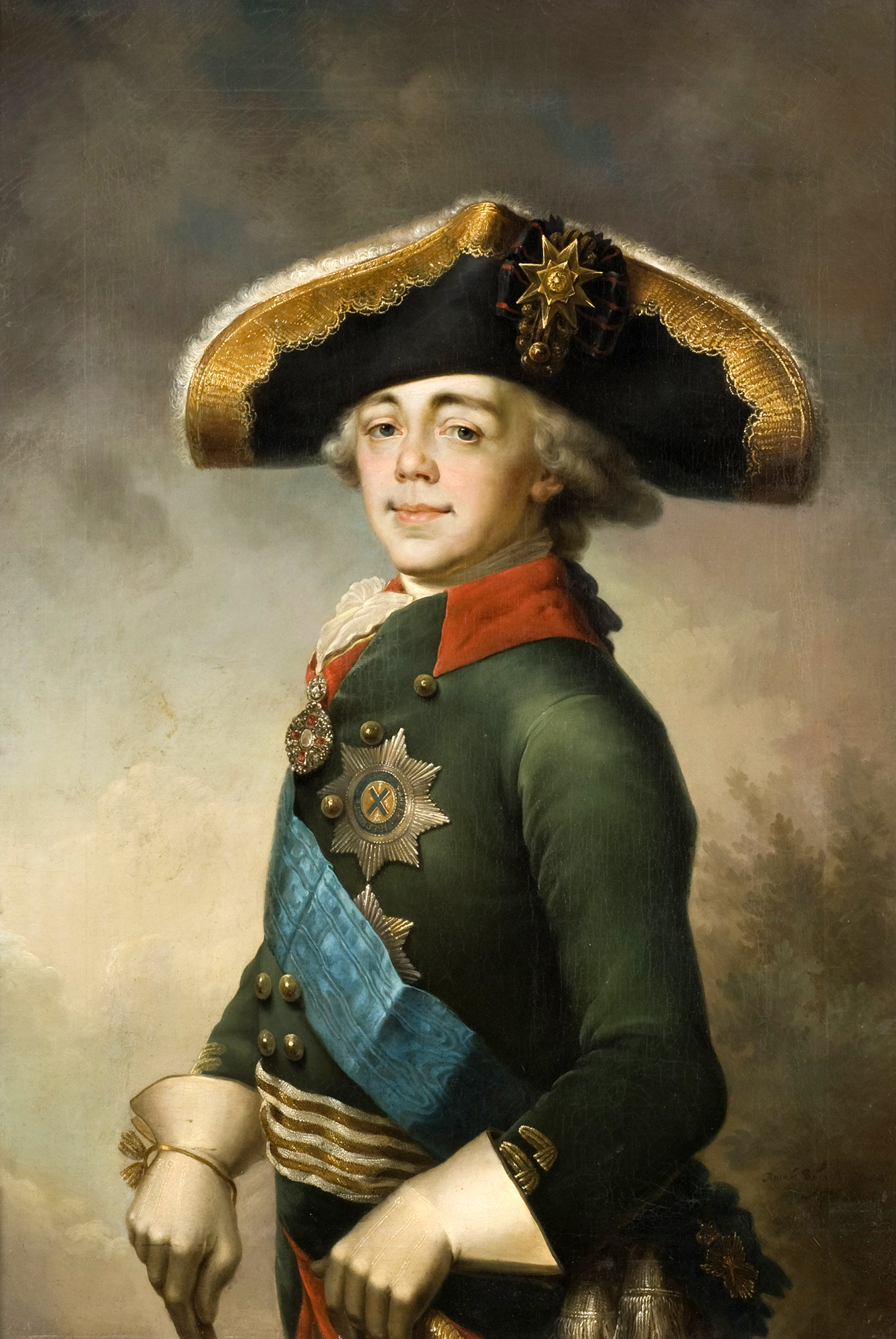
Vladimir Lukič Borovikovskij, Portrét cara Pavla I. 1800, olej na plátně

Významné období své existence zaznamenala galerie po roce 1909. Zásluhou kustoda muzea, malíře P. Neradovského, se nejenže obohatily sbírkové fondy o díla např. Alexeje Gavriloviče Venecianova, Antona Pavloviče Losenka, Pavla Andrejeviče Fedotova a dalších výtvarníků, ale kolekce sbírek se začaly třídit do jednotlivých expozic v souladu s logikou dějin a vývoje uměleckých stylů.
Další impuls rozšiřování muzea přineslo období po Říjnové revoluci. Muzeum se obohatilo uměleckými předměty, které byly konfiskovány a znárodněny sběratelům při pokusu o jejich nelegální vývoz za hranice. Muzejní exponáty se díky tomu rozrostly o desetitisíce uměleckých děl. Hned v roce 1917 se do muzea dostal např. známý Repinův obraz Burlaci na Volze, který od roku 1873 zdobil zábavní salon v paláci velkoknížete Vladimira Alexandroviče. Zvláštní pozornost si zasluhuje sbírka, obsahující téměř dvacet tisíc exponátů, kterou muzeu věnoval syn malíře Jevgrafa Romanoviče Rejterna.
Významným mezníkem v dějinách muzea se stal rok 1922, kdy byla uspořádána první porevoluční umělecká výstava.
S narůstajícím počtem exponátů došlo i k reorganizaci oddělení muzea. V roce 1934 bylo z muzea odděleno etnografické oddělení a oddělení dějin uměleckého slohu; v následujícím roce vzniklo oddělení sovětského umění a za další dva roky oddělení lidového umění.
Během Velké vlastenecké války a blokády Leningradu muzeum přerušilo svou činnost a soustředilo se na záchranu uměleckých exponátů. Činnost obnovilo v roce 1944; u příležitosti stého výročí úmrtí Ilji Repina uspořádalo výstavu jeho děl. Spolu s prohlídkou prací frontových umělců se stala skutečným svátkem umění.
Rozšiřování muzejních fondů se nezastavilo ani v éře poválečného SSSR a stále pokračuje.

## Budova muzea
Hlavní část muzejních exponátů soustřeďuje budova Michajlovského paláce, jedna z nejkrásnějších budov v Petrohradu. Palác v klasicistním slohu byl postaven v letech 1819–1825 pro velkoknížete Michaila Pavloviče, bratra pozdějšího cara Alexandra I. Projektantem budovy byl významný italsko-ruský architekt Carlo Rossi, který je autorem několika staveb ve starém Petrohradě.

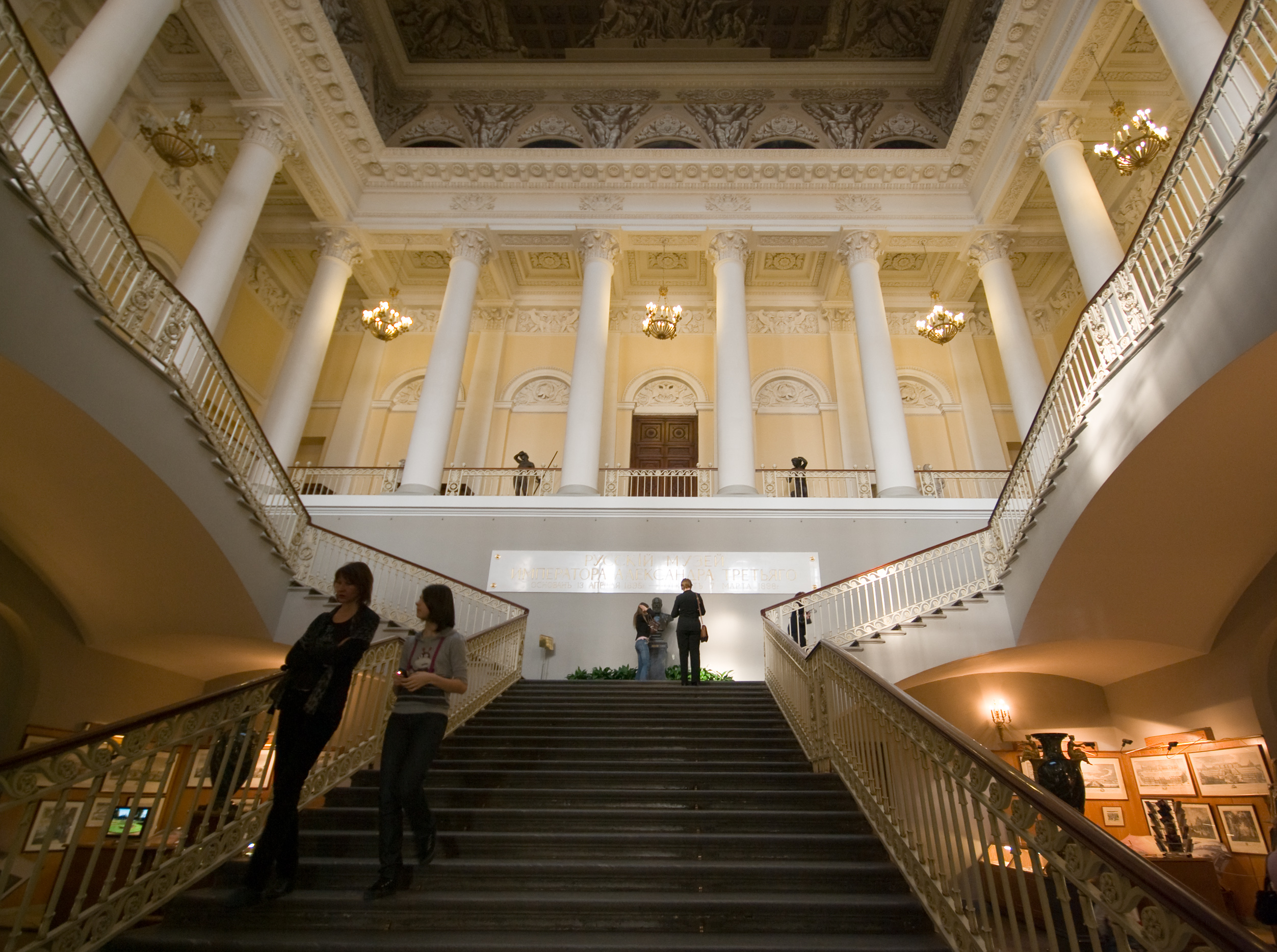
Hlavní dvorana Michajlovského paláce se slavnostním schodištěm

Palác je hlavním průčelím otočen do stejnojmenného parku, založeného již za vlády Petra I., který je také významným turistickým magnetem města. Na diváka působí stavba především svou majestátností a ušlechtilou vyvážeností proporcí. Slavnostní ráz jí dodává osmisloupový portikus, vztyčený nad arkádou budovy a zakončený mohutným tympanonem, a široké schodiště.
Návštěvníka při vstupu do dvorany upoutá grandióznost prostoru vyplývající z geometricky přísného uspořádání architektonických prvků, velkých oken a širokého dvouramenného schodiště vedoucího do prvního patra s galerií.
Dokonalý dojem budovy dotváří její umělecká výzdoba, stejně jako díla nejvýznamnějších umělců své doby. Celkové architektonické řešení i vnitřní výzdoba vyvolávala nadšený obdiv už při svém zpřístupnění.
Koncem 19. století byla budova zchátralá a nastala potřeba její generální rekonstrukce. Výsledkem rekonstrukce byl značně změněn interiér; původní vzhled si zachovala pouze hlavní dvorana a slavnostní síň zvaná Bílosloupová.
V roce 1912 se začalo s výstavbou nové budovy přiléhající k paláci. Stavba, dokončená v roce 1918, dostala pojmenování podle svého architekta Leontije Nikolajeviče Benua Benuův pavilon. Obě budovy, Benuův pavilon i Michajlovský palác, byly po rekonstrukci pavilonu v letech 1948–1953 propojené spojovací galerií, tzv. Rossiho vilkou[zdroj⁠?!].

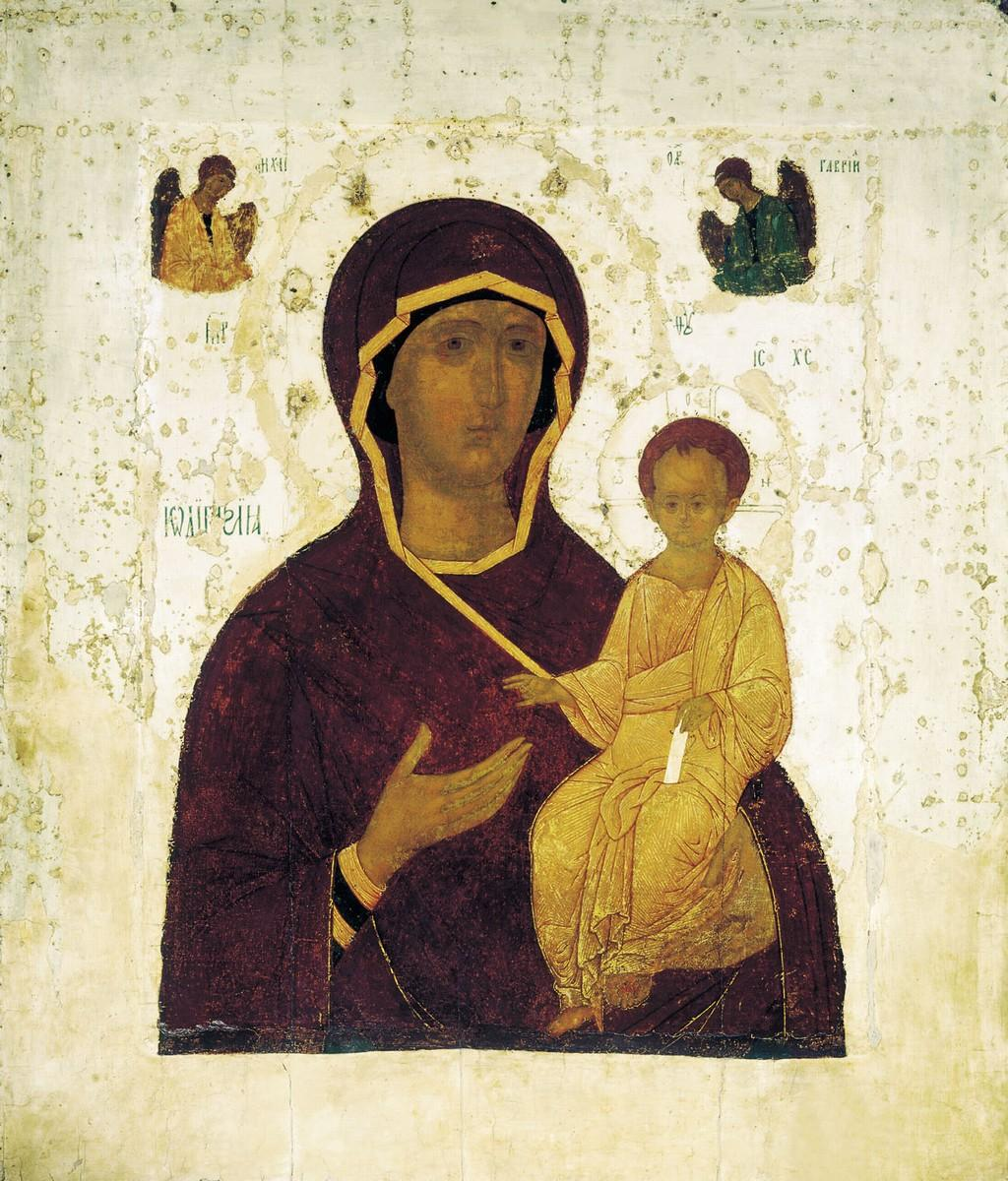
Dionisius, Matka Boží Odigitrija, kolem 1500, tempera na dřevě

## Prohlídka galerie
V galerijních fondech, zahrnujících malířství, sochařství, grafiku, užitkové a lidové umění, je hlavní pozornost soustředěna na malířství. Muzejní expozice jsou uspořádány chronologicky a seznamují návštěvníky s vývojem ruského umění od 10. století do současnosti. Kopírující historické epochy. Umění prožívalo střídavě období výrazného vzestupu i úpadku. Nebývalý rozkvět starého ruského umění, ke kterému došlo v souvislosti s politickým a kulturním vzestupem Moskvy na přelomu 14. a 15. století, vystřídala hluboká krize na konci 17. století a téměř úplný zánik ruských uměleckých tradic v 18. století, kdy došlo v Rusku k prudkému zvratu ve společenském a politickém životě a s tím i k souvisejícím změnám v nazírání na kulturní a umělecké hodnoty.

### Staré ruské umění
První patro muzea je věnováno kolekci starého ruského umění, patřícího k nejvýraznějším projevům v dějinách světové kultury. Svou specifickou a neopakovatelnou podobu získalo díky skloubení původního byzantského umění a silných východoslovanských uměleckých tradic. Jeho další vývoj je bezprostředně spojen s existencí Kyjevské Rusi, prvního státního útvaru východních Slovanů.
Sbírka starého ruského malířství patří k nejrozsáhlejším a nejkvalitnějším uměleckým kolekcím svého druhu v celém Rusku. Staré ruské ikony, mozaiky, díla často neznámých mistrů, podávají návštěvníkům obraz o nejstarších uměleckých projevech Ruska. Mezi nejcennější exponáty z kolekce prací neznámých umělců, vystavené v muzeu, patří jedna z nejstarších výtvarných památek na území Ruska, ikona Anděl se zlatými vlasy z 12. století. K umělcům známým podle jména, díla které vystavuje Státní ruské muzeum, patří například Andrej Rublev, Dionisius a Simon Ušakov. K nejznámějším Rublevovým pracím v muzeu patří ikony Apoštol Pavel a Apoštol Petr, pocházející původně z ikonostasu Vladimirského Uspenského chrámu. Z díla malíře Simona Ušakova, významného ruského umělce 17. století, muzeum vlastní ikonu Trojice.

### Umění 17. – 19. století

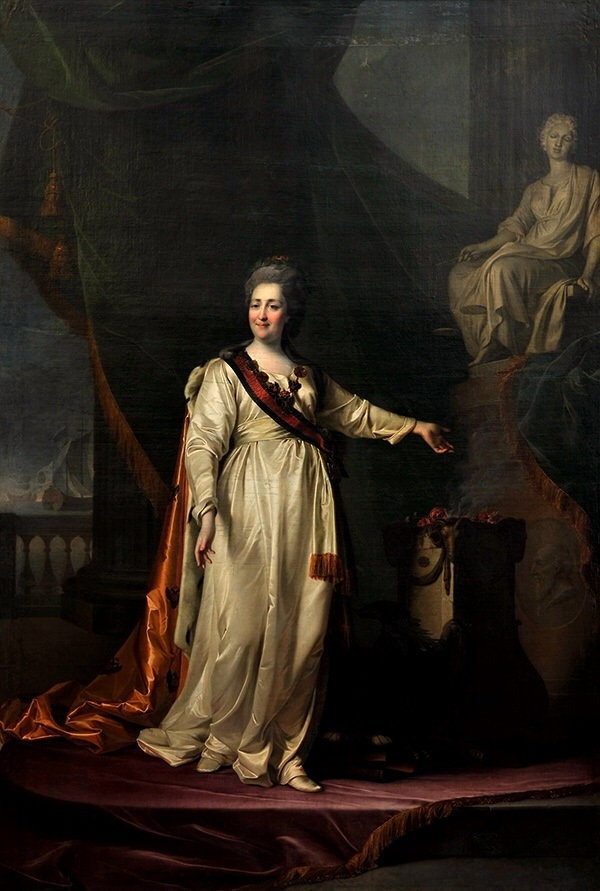
Dmitrij Grigorjevič Levickij, Kateřina II. - Zákonodárkyně, 1783, olej na plátně

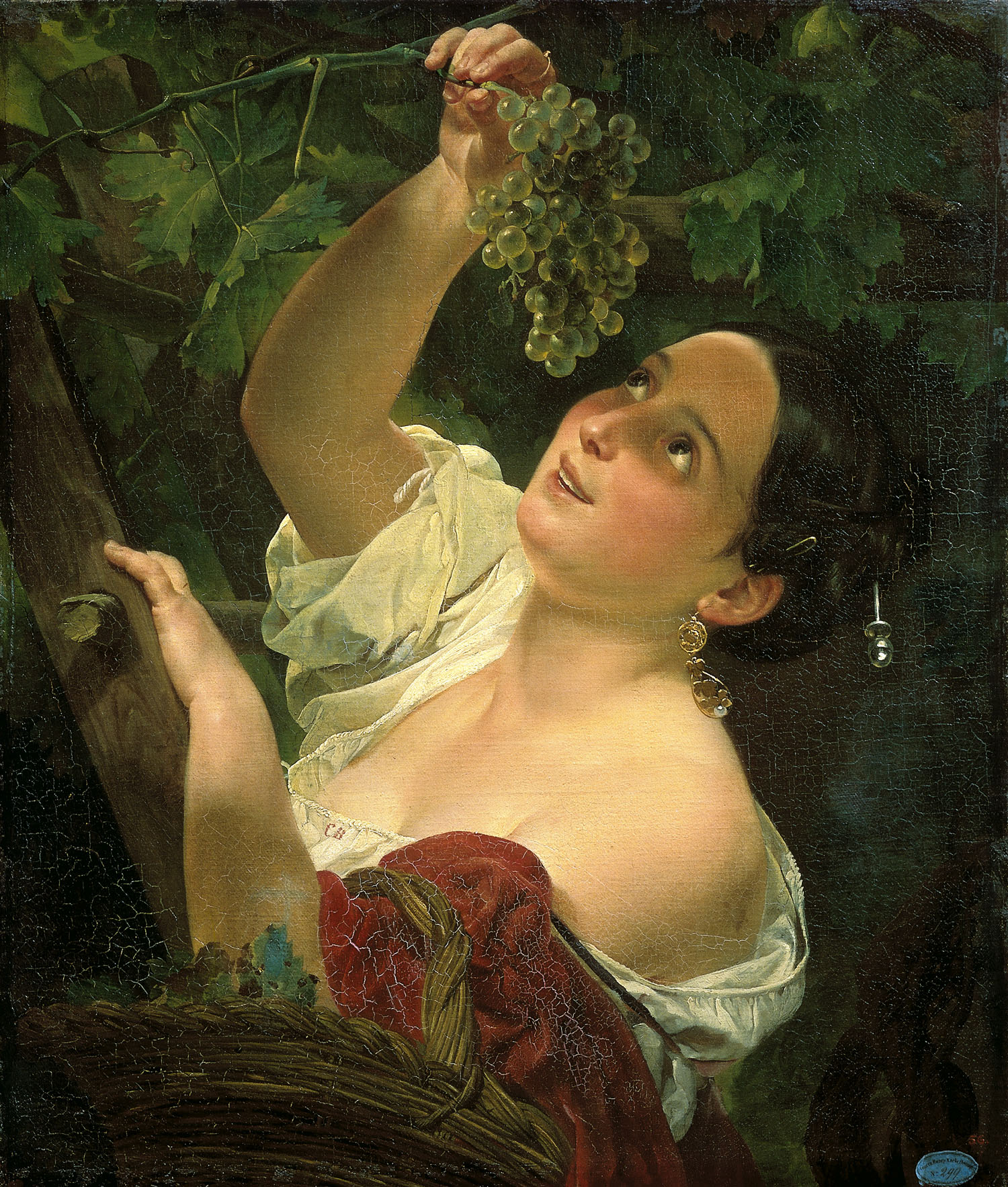
Karl Pavlovič Brjullov, Italské poledne, 1827, olej na plátně

Přelom 17. a 18. století je v ruském umění charakterizován obrovskými změnami souvisejícími s přerodem ruské společnosti. Nastal očividný ústup od náboženských témat a obrat k "zesvětštění" umění. Významný podíl na tomto přerodu měly reformy cara Petra I., které nasměrovaly Rusko k evropskému pojetí výtvarného umění. Díla umělců tvořících na přelomu uvedených století (například Ivana Nikitiče Nikitina) se staly jakousi oslavou doby Petra I. Jedním z významných umělců tvořících pro Petra I. byl italský sochař Carlo Bartolomeo Rastrelli.
Období 18. století je pro ruské malířství charakterizované nástupem klasicismu. K jeho nejvýraznějším představitelům v ruském umění patřili Anton Pavlovič Losenko (obraz Vladimír a Rogneda) Dmitrij Grigorjevič Levickij, jehož obraz Kateřina II. - Zákonodárkyně z roku 1783 se stal vzorem slavnostního portrétu, portrétista V. L. Borovikovskij a sochaři Fedot Ivanovič Šubin a Michail Ivanovič Kozlovskij. Obrazy čerpající námět z ruských dějin v galerii prezentuje tvorba Grigorije Ivanoviče Ugrjumova (například díla Dobytí Kazaně vojsky Ivana Hrozného v roce 1552, Korunovace Michaila Fjodoroviče či Zkouška síly Jana Usmara).
Významnou část sbírkového fondu představuje ruské umění první poloviny 19. století. Umění této epochy odráželo společenské změny probíhající na pozadí významných dějinných událostí – vlastenecké války i nárůstu revolučního vystoupení lidových mas. Významnými umělci tohoto období, jejichž díla prezentuje muzeum byli Andrej Ivanovič Ivanov, Fjodor Antonovič Bruni, Karl Pavlovič Brjullov (díla tohoto umělce jsou soustředěna v Benuově pavilonu v Brjullovově sále) či krajinář Ivan Konstantinovič Ajvazovskij.
V první polovině 19. století nastal pod vlivem francouzského romantismu jeho rozvoj i v ruském výtvarném umění. Muzeum uchovává řadu děl ruských romantiků, například Silvestra Feodosjeviče Ščedrina, Oresta Adamoviče Kiprenského a dalších.
Polovina 19. století znamenala nástup kritického realismu, jehož začátek je spojen se jménem Pavla Andrejeviče Fedotova. Galerie vystavuje mimo jiných jeho nejznámější dílo, obraz Majorovy námluvy.
Velmi početné zastoupení v galerii, nejen co do množství, ale i kvality, má umění druhé poloviny 19. a počátku 20. století. Návštěvník získá ucelený obraz o vývoji umění v této etapě ruských dějin. Naplno v umění zdomácněl kritický realismus. Umění se postupně vymanilo z vlivu oficiálních uměleckých institucí (například Petrohradské Akademie umění) a vznikala nezávislá sdružení výtvarníků; nejznámějším bylo Sdružení putovních uměleckých výstav, takzvaných peredvižniků, ve kterém se spojili odpůrci akademické malby. Galerie ze zástupců tohoto sdružení představuje díla Ivana Nikolajeviče Kramského (portrétní díla), Vasilije Grigorjeviče Perova, nádherné krajinomalby Ivana Ivanoviče Šiškina a Vasilije Dmitrijeviče Polenova, Ilji Repina (například díla Burlaci na Volze či Záporožští kozáci píší dopis tureckému sultánovi) a dalších.

### Umění od 20. století do současnosti

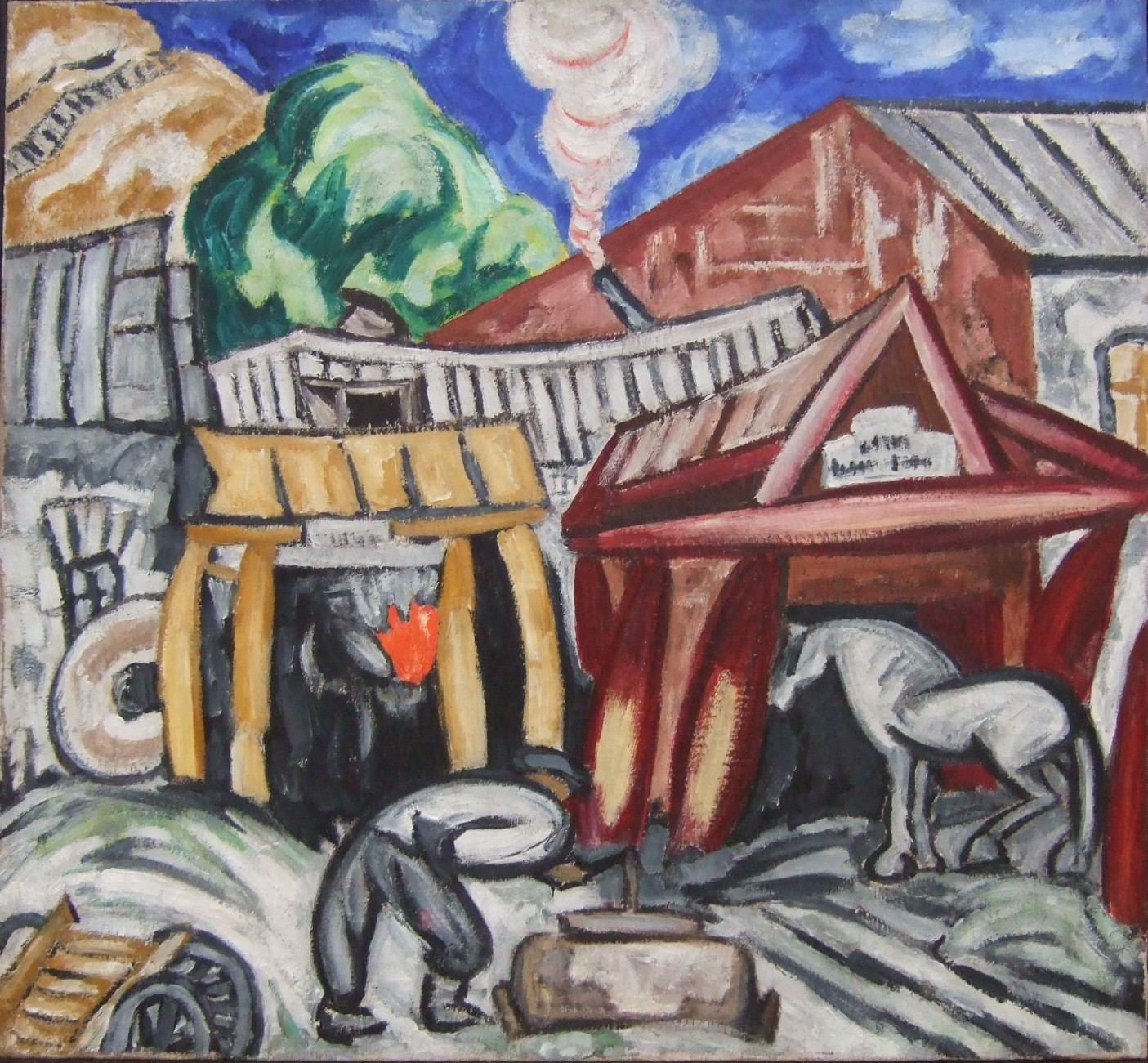
Olga Vladimirovna Rozanovová, Kovárna, 1912, olej na plátně

Umění 20. století, charakterizované zejména náměty vážící se k velkým historickým epochám ruských dějin (Říjnová revoluce, pád carismu, občanská válka v Rusku, Velká vlastenecká válka, nástup socialismu aj.), je stejně bohatě zastoupeno ve sbírkovém fondu muzea. Mezi nejvýznamnější zástupce umění tohoto období patří např. Nikolaj Alexejevič Kasatkin (sběračky uhlí) Valentin Alexandrovič Serov, Andrej Petrovič Rjabuškin, významný představitel tzv. národního stylu; muzeum vlastní i několik prací jedné z nejvýznamnějších sochařských osobností začátku 20. století Anny Semjonovny Golubkinové.
V přízemí Benuovova pavilonu je soustředěna poslední expozice malířských děl – sovětské umění od 20. století až do současnosti. Vzhledem k faktické přítomnosti této epochy a neustálého rozšiřování sbírkových fondů, si tato expozice vyžaduje časté úpravy a změny. Expozice sovětského umění umožňuje návštěvníkům galerie seznámit se z nejvýznamnějšími etapami a vývojovými směry socialistického realismu v umění a s tvorbou umělců, tvořících v tomto duchu.

### Lidové umění
Státní ruské muzeum se může pochlubit unikátní expozicí lidového umění, tvořícího důležitou část jeho sbírkového fondu. Lidové umění představuje jeden z nejvýznamnějších jevů ruského kulturního dědictví a jeho záchrana pro následující generace je nezbytným předpokladem pozdvihování národního povědomí. I když se zejména v období carského Ruska na umění lidových mas hledělo s nedůvěrou, přesto si jeho hmotný projev našel trvalé místo v kulturním odkazu ruského národa.

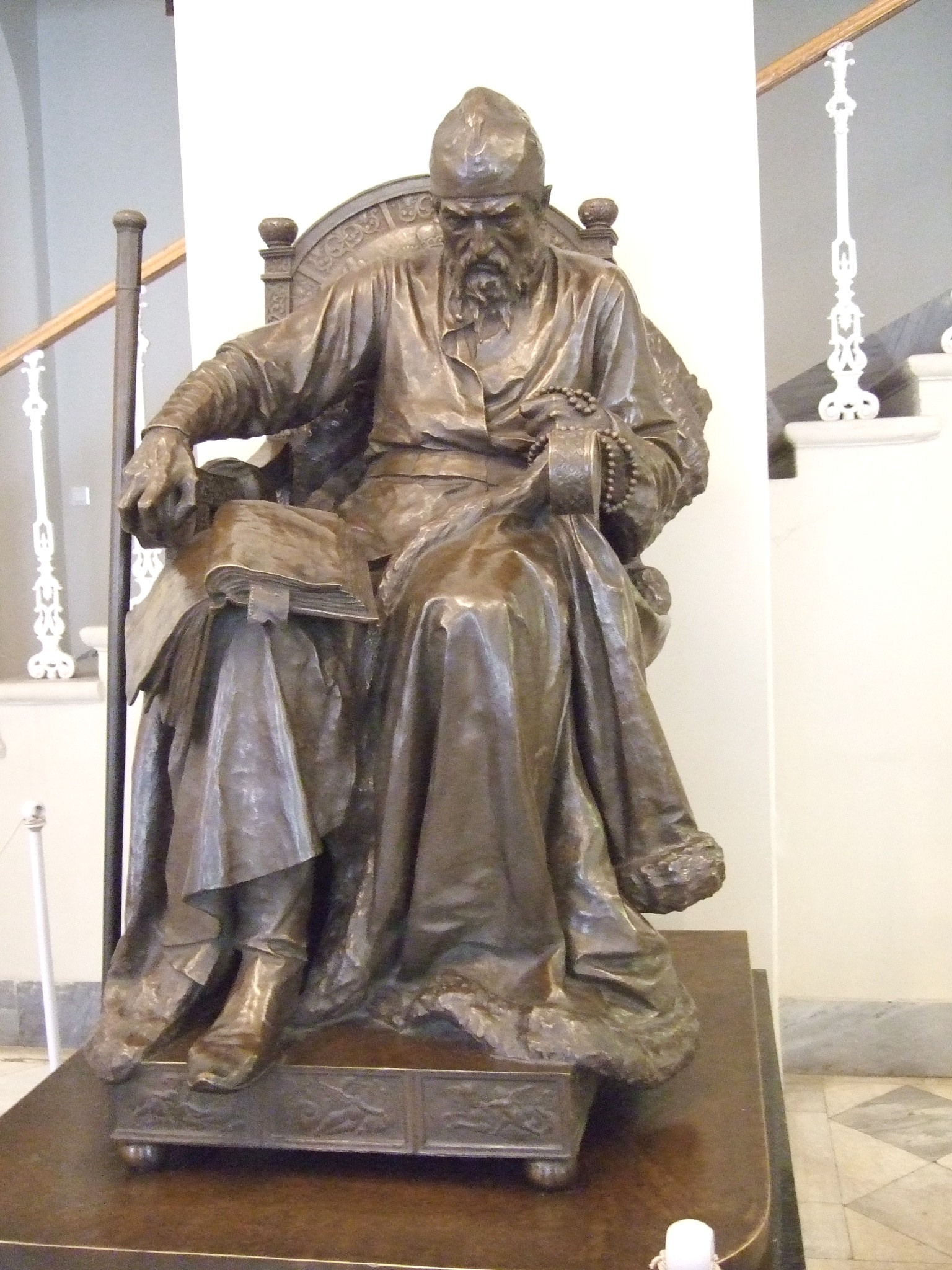
Mark Matvejevič Antokolskij, Ivan Hrozný, 1871, bronz

Sbírka lidového umění se vyvíjela dlouhou dobu a jejím základem se staly exponáty pocházející ještě z předrevoluční dob. Původně byly součástí komplexní umělecké kolekce muzea, ale jejich kvantitativní nárůst v 30. letech 20. století podnítil vytvoření samostatného oddělení.
Vynikající výtvory kovářského, keramického, řezbářského řemeslného umění ale i např. doklady o výrobě tradičních perníků svědčí o kulturní vyspělosti a dovednosti prostých lidí.

### Dekorativní a užitkové umění
Zvláštní oddělení Ruského muzea uchovává hmotné doklady dekorativního a užitého umění, pocházejícího z období od 17. století do současnosti. Poskytuje přehled o vývoji uměleckých řemesel, jejichž výtvory sloužily každodenní potřebě. Rozšiřující se obchodní kontakty Ruska se zahraničím zrcadlící rozvoj který nastal zejména v období vlády Petra I. a později, daly impuls k mohutnému rozmachu nových technologií a tím i zhotovování vysoce umělecky hodnotných předmětů. V oblasti dekorativního a užitého umění vznikaly výrobky na takové umělecké úrovni, že v konečném důsledku lze hovořit o vzniku samostatného uměleckého směru.
Expozice umístěné v přístavbě mezi Michajlovském palácem a Benuovým pavilonem, zvané Rossiho vilka[zdroj⁠?!], dokumentují výrobu porcelánu (např. výrobky Carské porcelánky), starožitného nábytku, gobelínů pocházejících z významných manufakturních dílen, ale i kovolijectví a nebo tkalcovství.
Unikátní porcelánovou kolekci představuje tzv. Arabeskový servis pocházející z roku 1784. Jde o soubor devíti set sedmdesáti tří vysoce hodnotných uměleckých předmětů, který svůj název dostal podle typu ornamentů, tvořených arabeskami. Vznikl na objednávku carevny Kateřiny II.

## Galerie děl

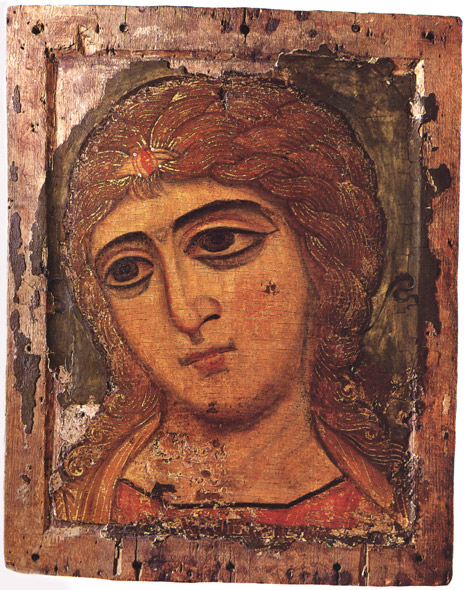
Anděl se zlatými vlasy, 12. století, tempera na dřevě
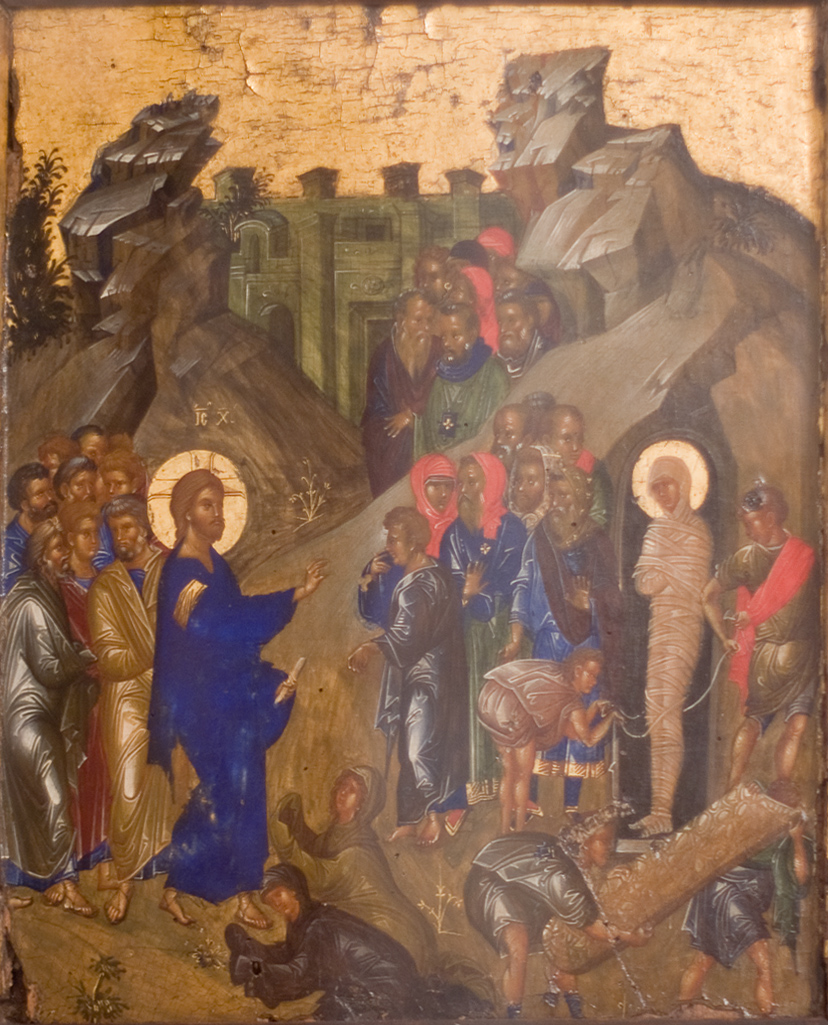
Vzkříšení Lazara, 14. – 15. století, tempera na dřevě
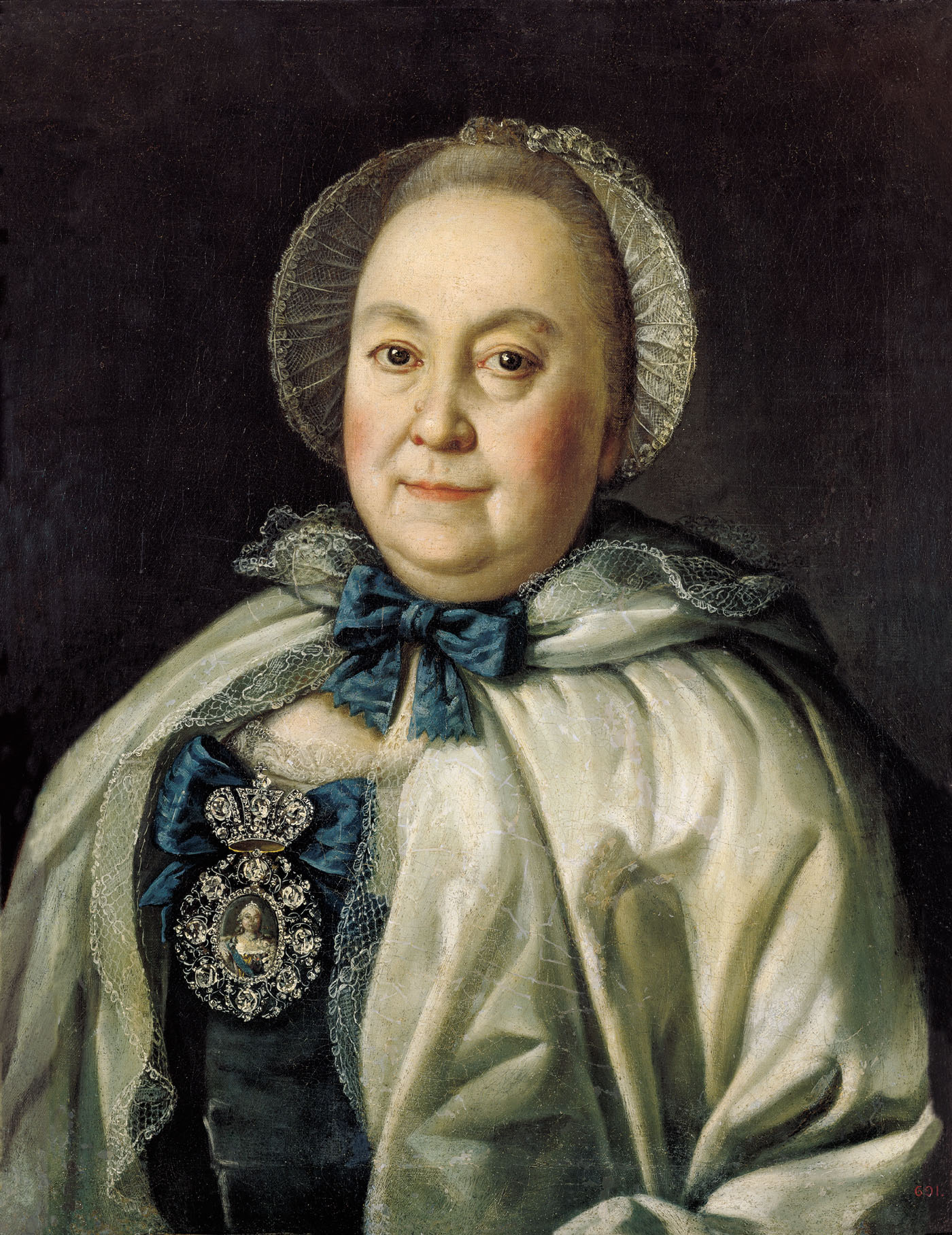
Alexej Petrovič Antropov, Portrét M. Rumjancevové, 1764, olej na plátně
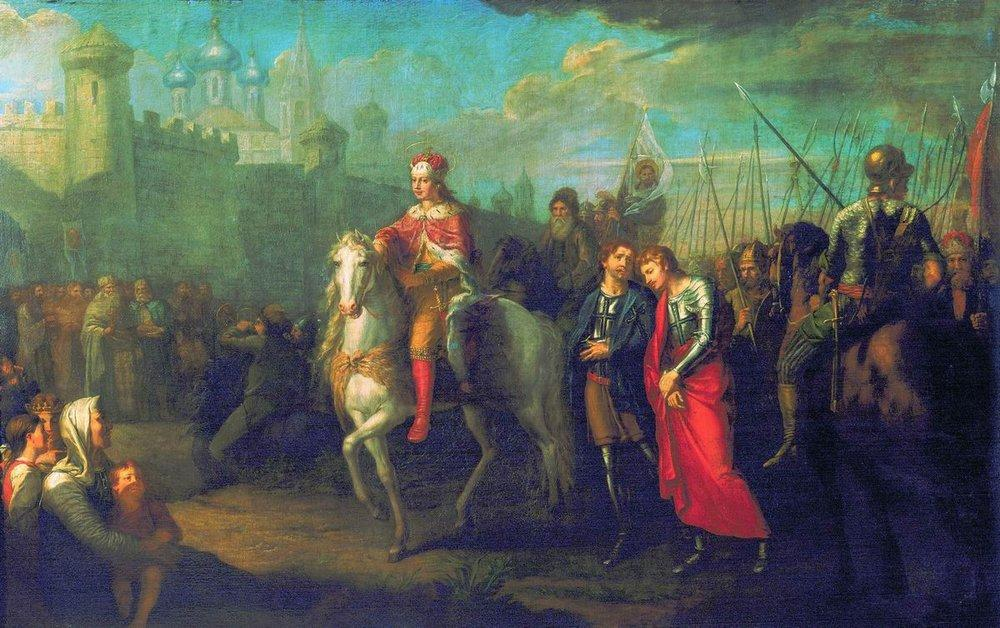
Grigorij Ivanovič Ugrjumov, Triumfální příchod Alexandra Něvského do Pskova, 1793, olej na plátně
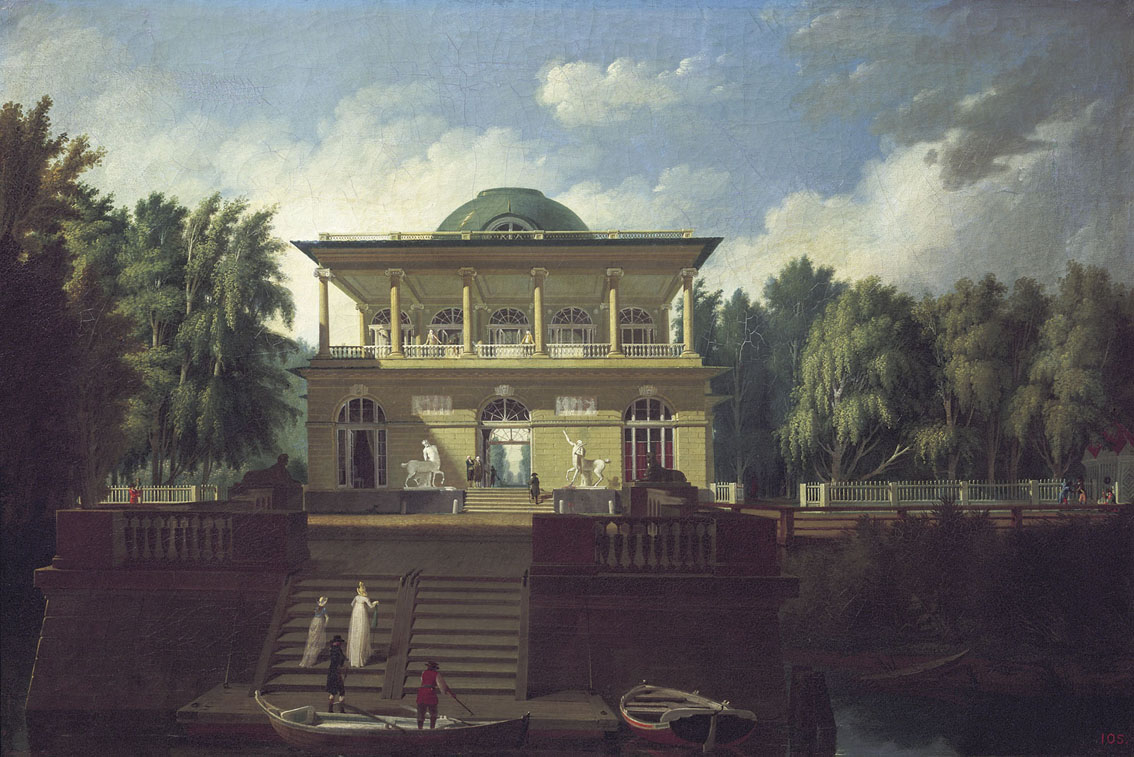
Andrej Nikiforovič Voronichin, Pohled na Stroganovovu daču, 1797, olej na plátne
Karl Pavlovič Brjullov, Poslední den Pompejí, 1828–1833, olej na plátně
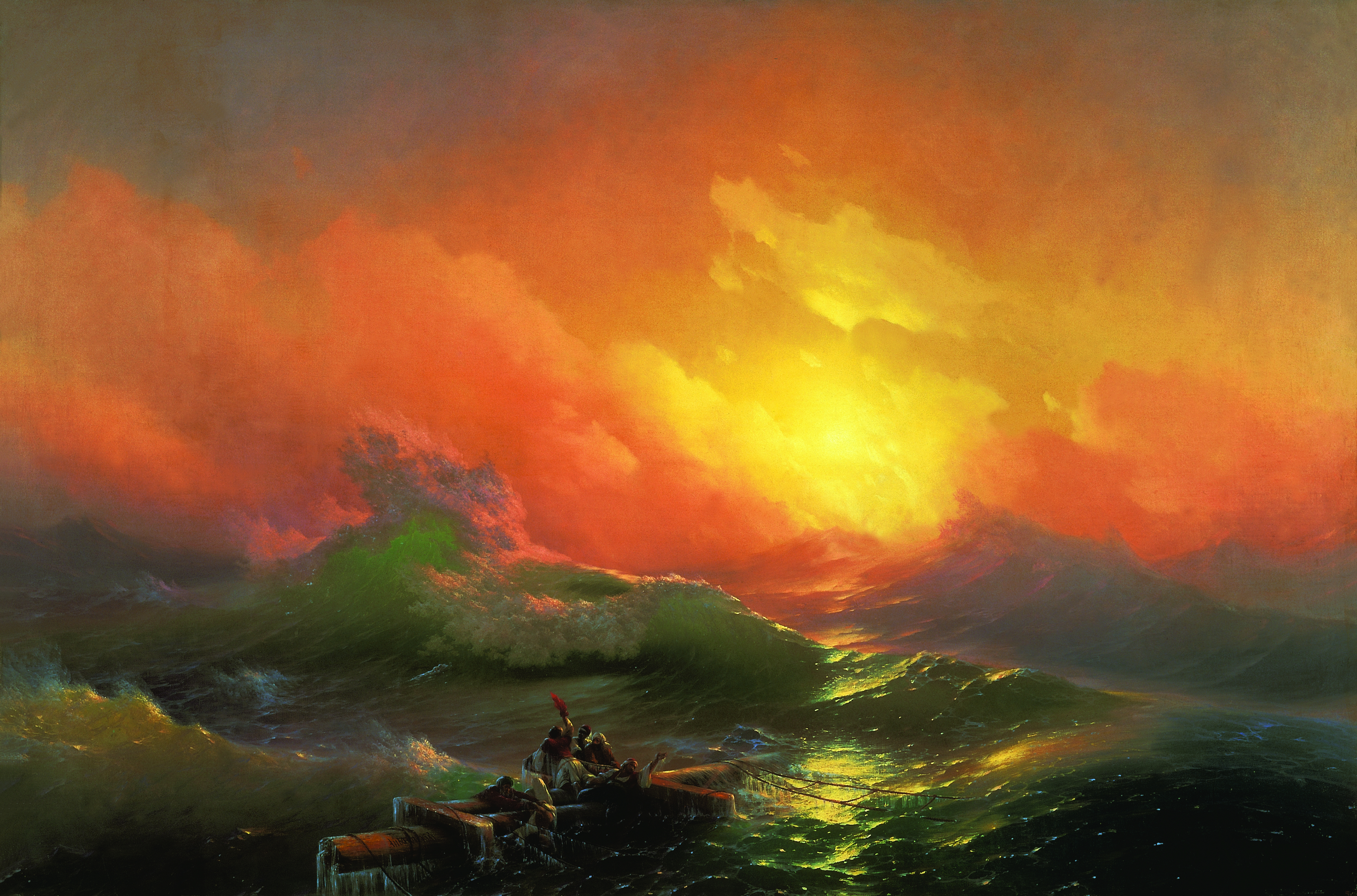
Ivan Konstantinovič Ajvazovskij, Devátá vlna, 1850, olej na plátně
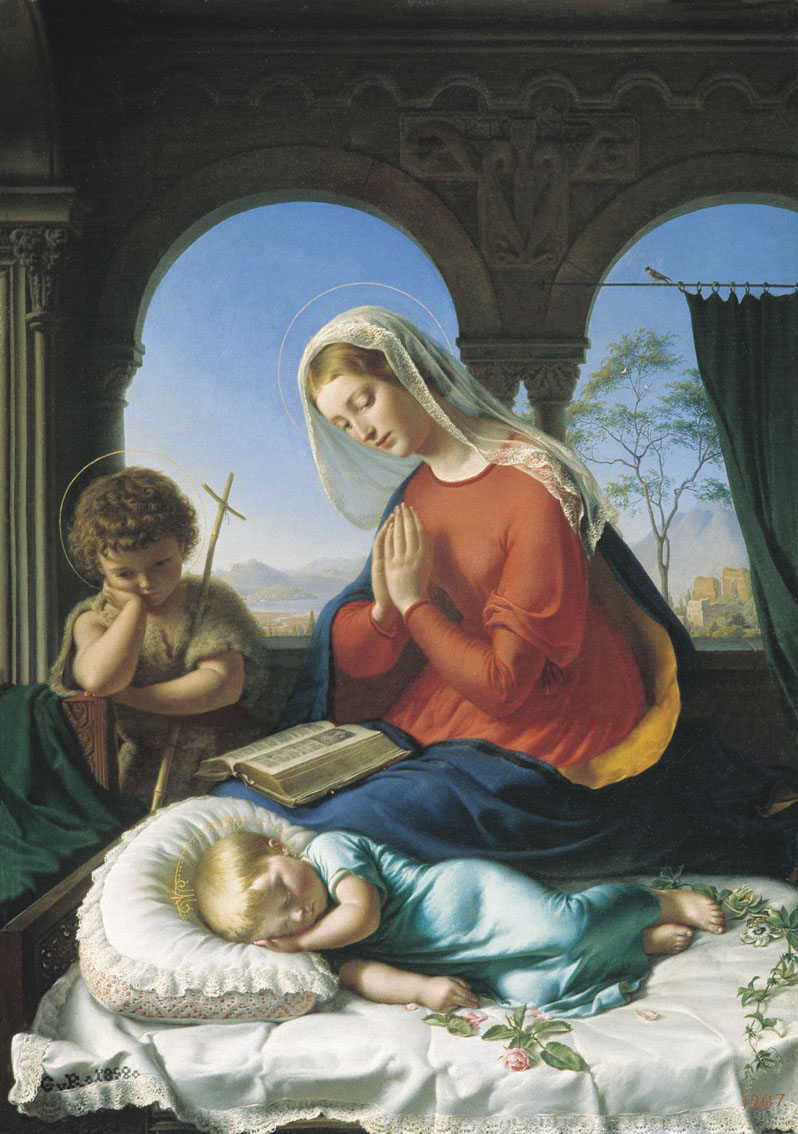
Jevgraf Romanovič Rejtern, Svatá rodina, 1858, olej na plátně
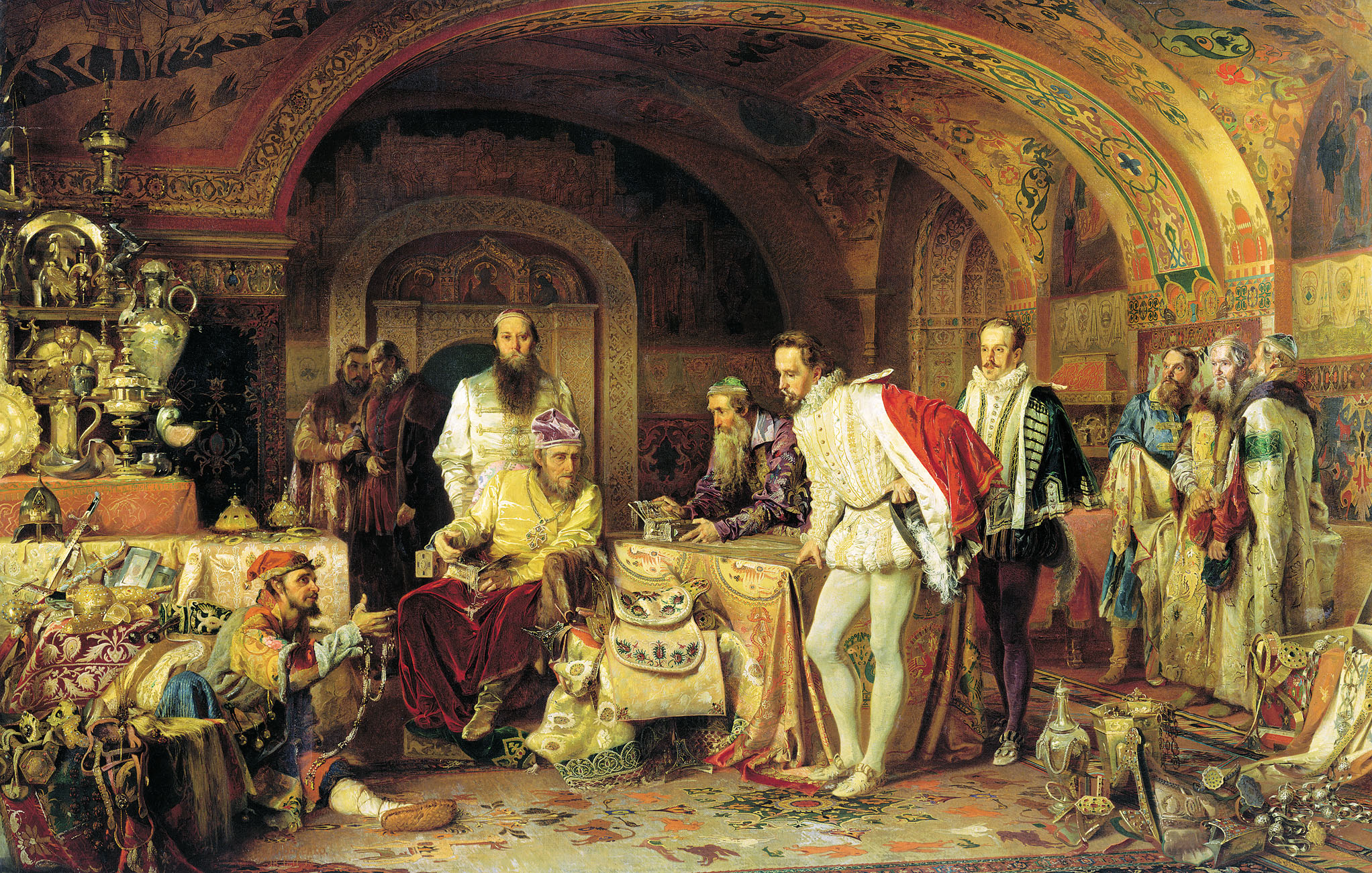
Alexandr Dmitrijevič Litovčenko, Car Ivan Hrozný ukazuje poklady anglickému vyslanci, 1875, olej na plátně
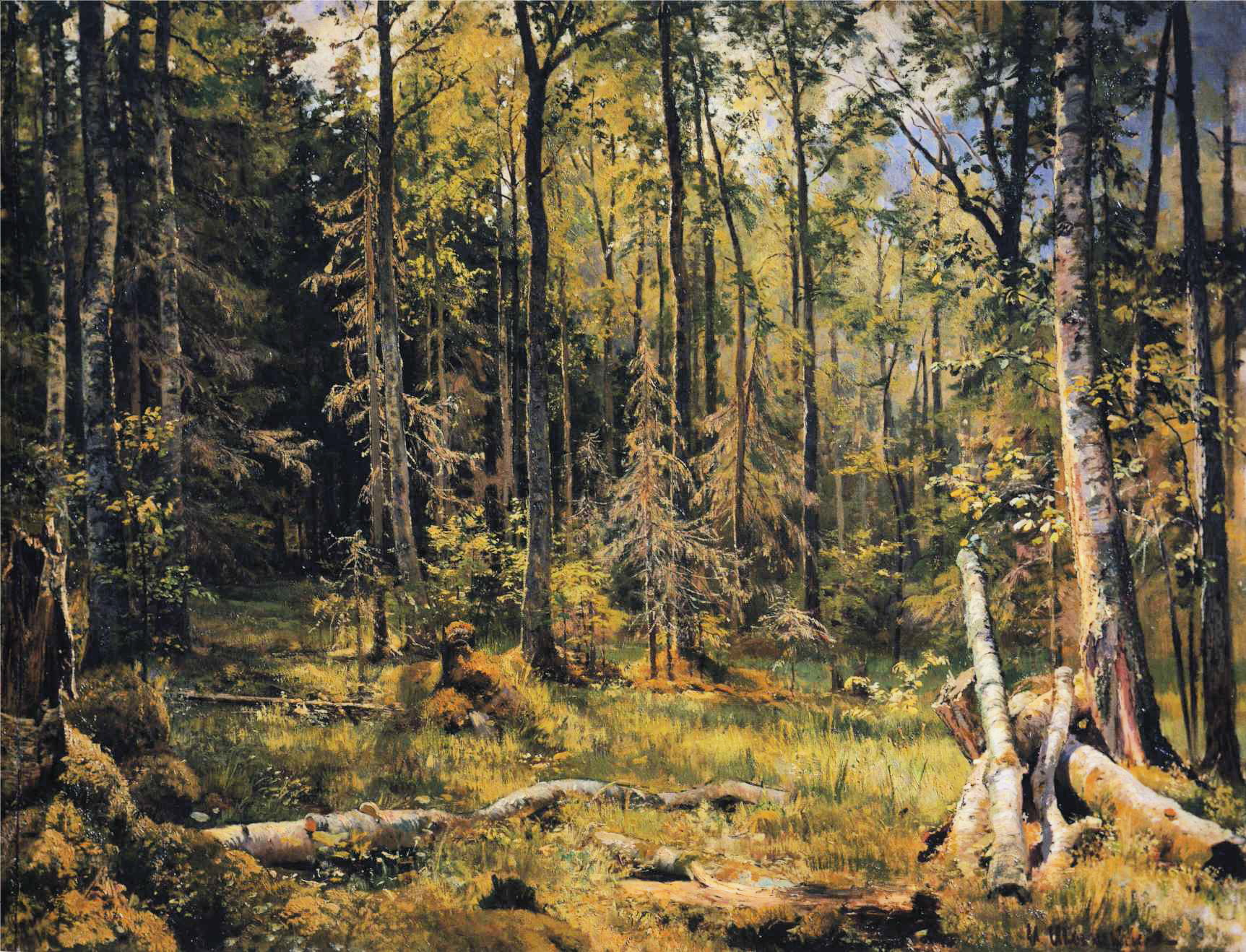
Ivan Ivanovič Šiškin, Smíšený les, 1888, olej na plátně
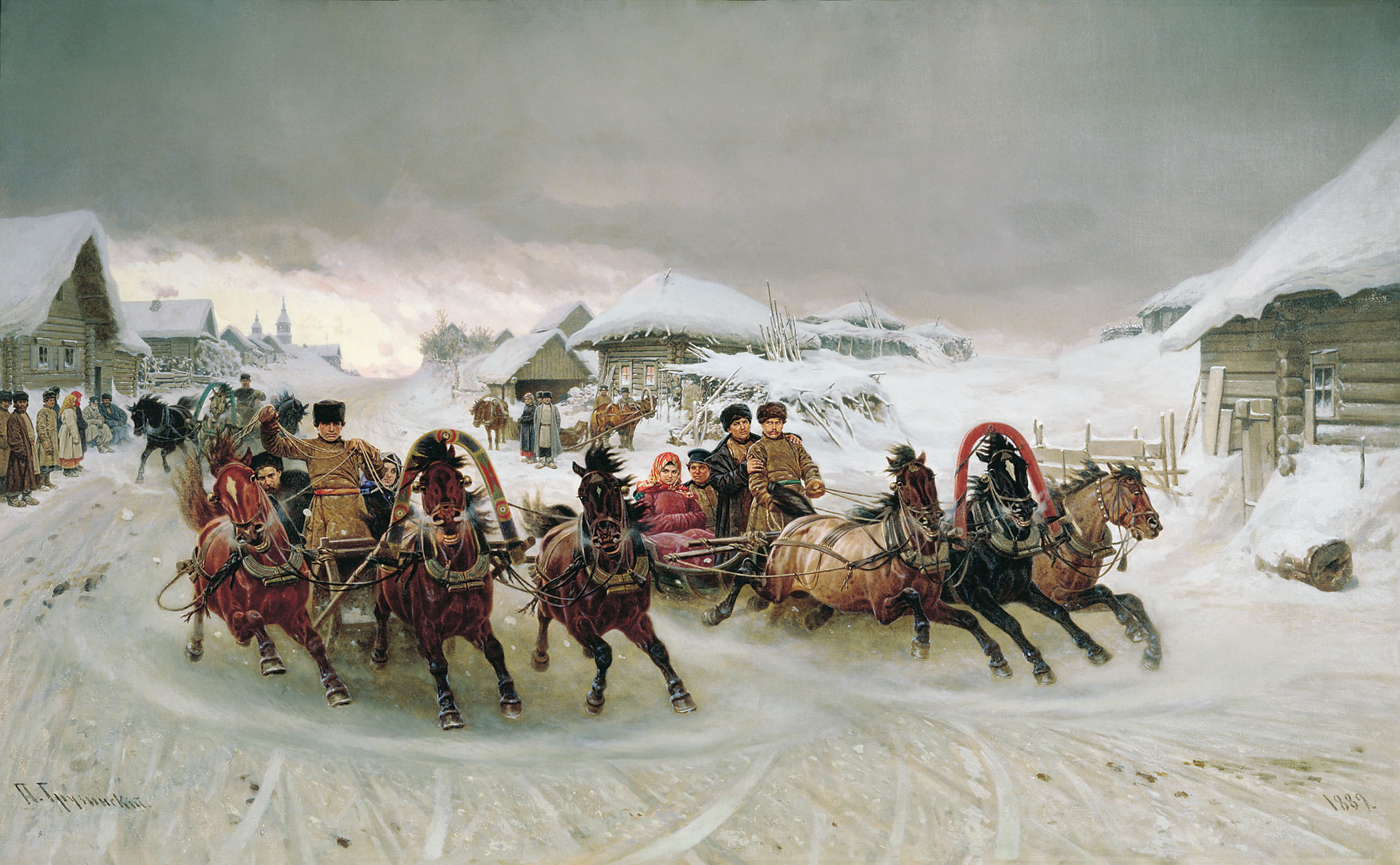
Pjotr Nikolajevič Gruzinskij, Maslenica, 1889, olej na plátně
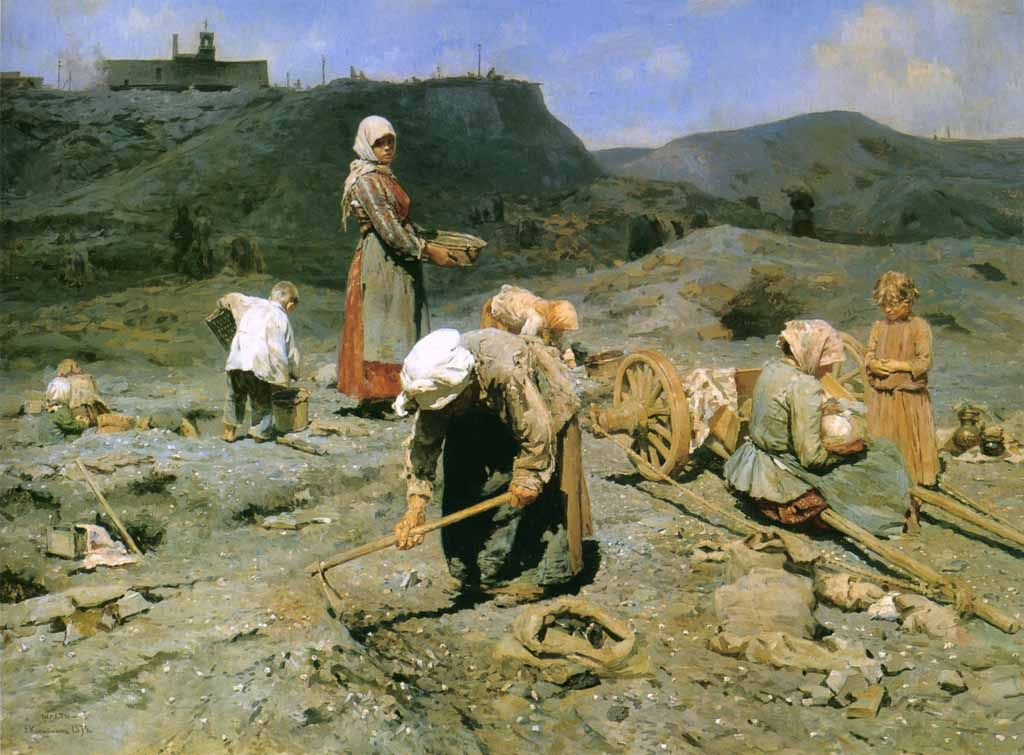
Nikolaj Alexejevič Kasatkin, Sběračky uhlí, 1894, olej na plátně
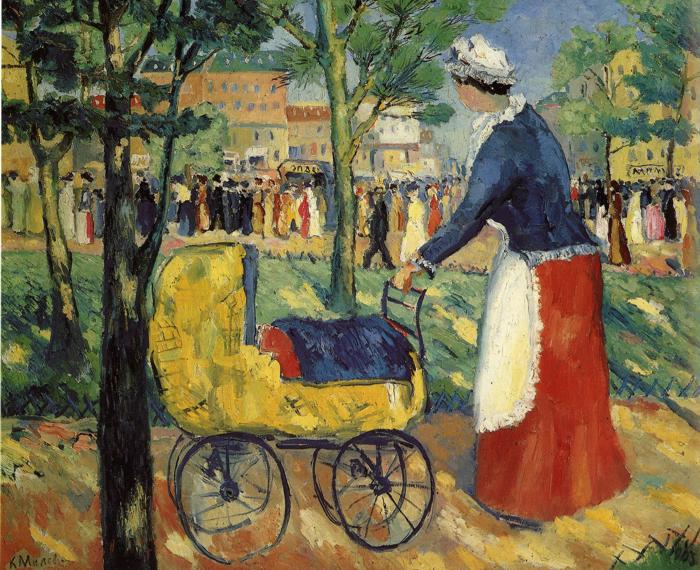
Kazimir Malevič, Bulvár, 1903, olej na plátně
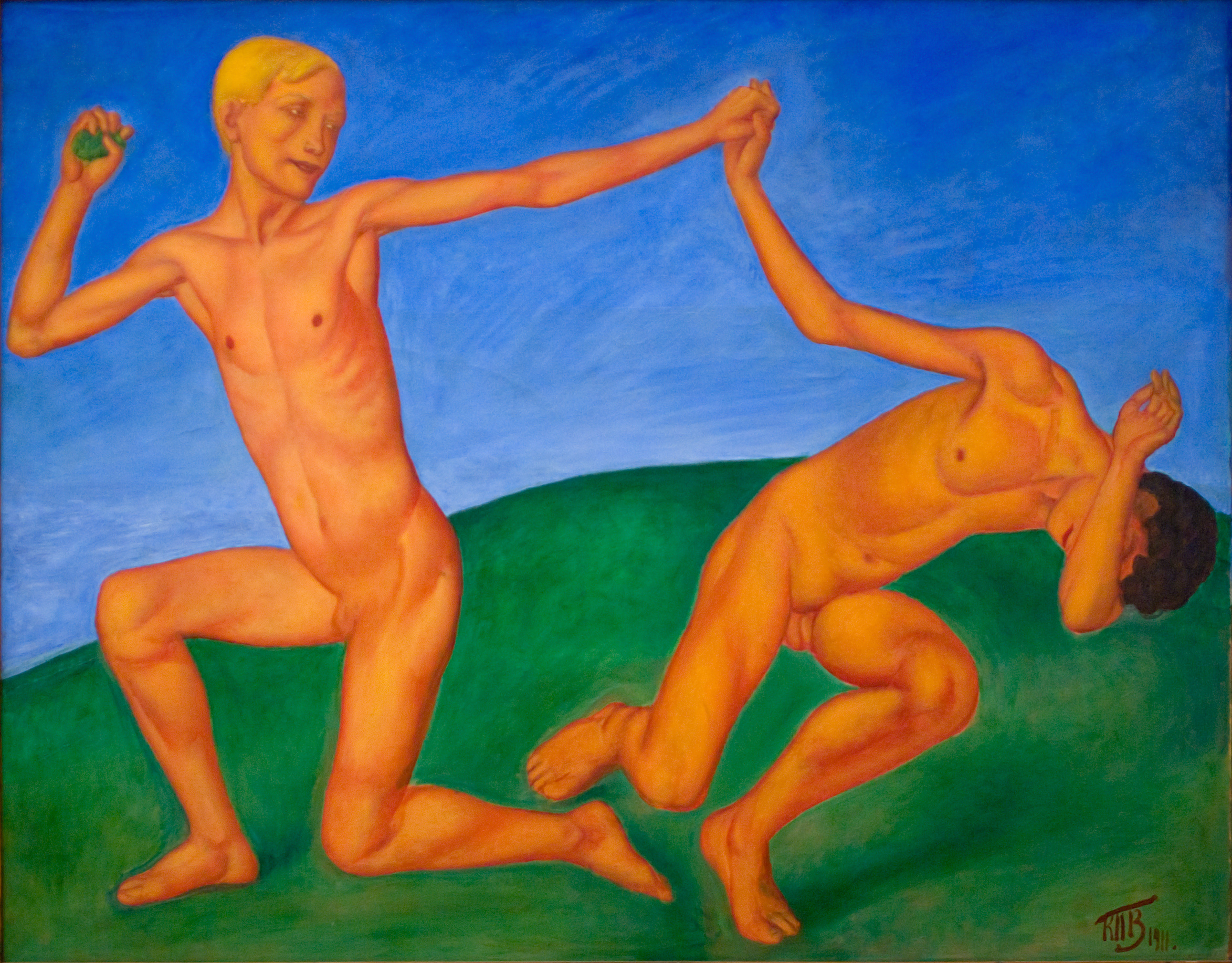
Kuzma Sergejevič Petrov-Vodkin, Chlapci, 1911, olej na plátně
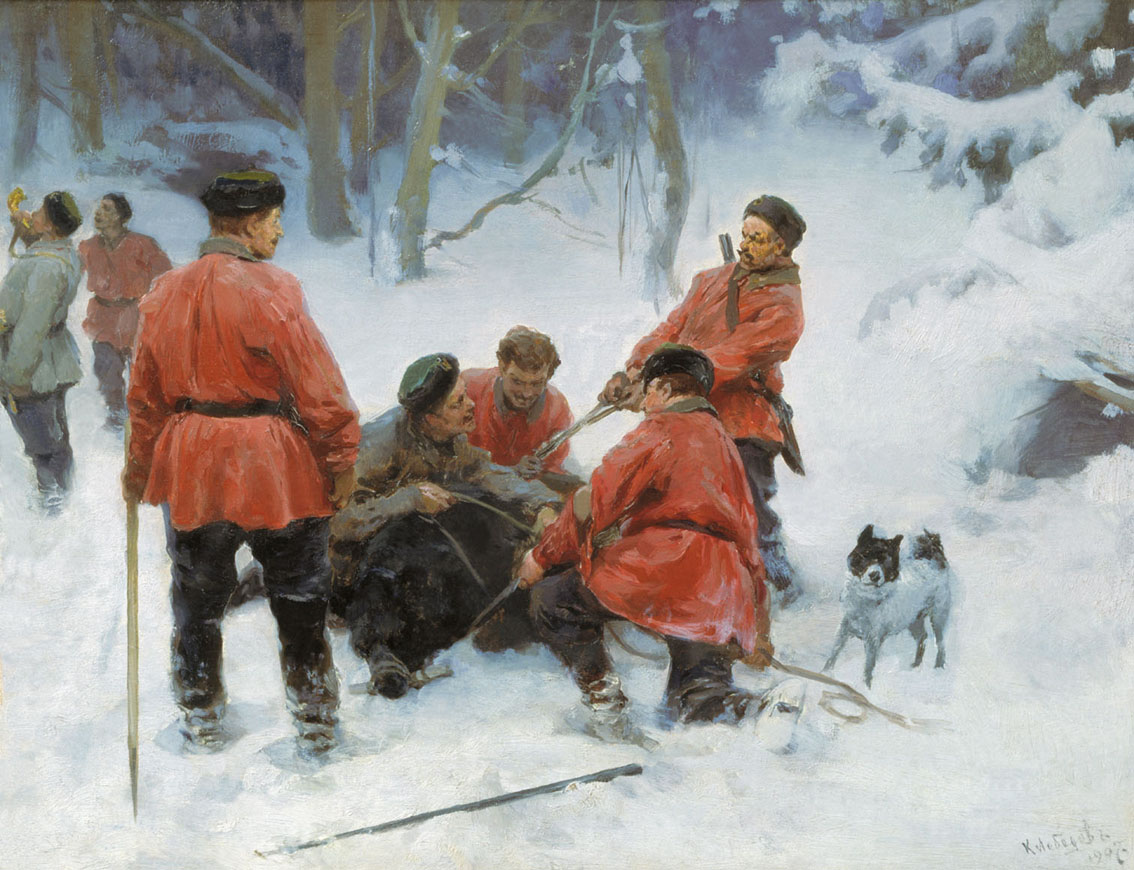
Klavdij Vasiljevič Lebeděv, Lov na medvěda, 1907, olej na plátně
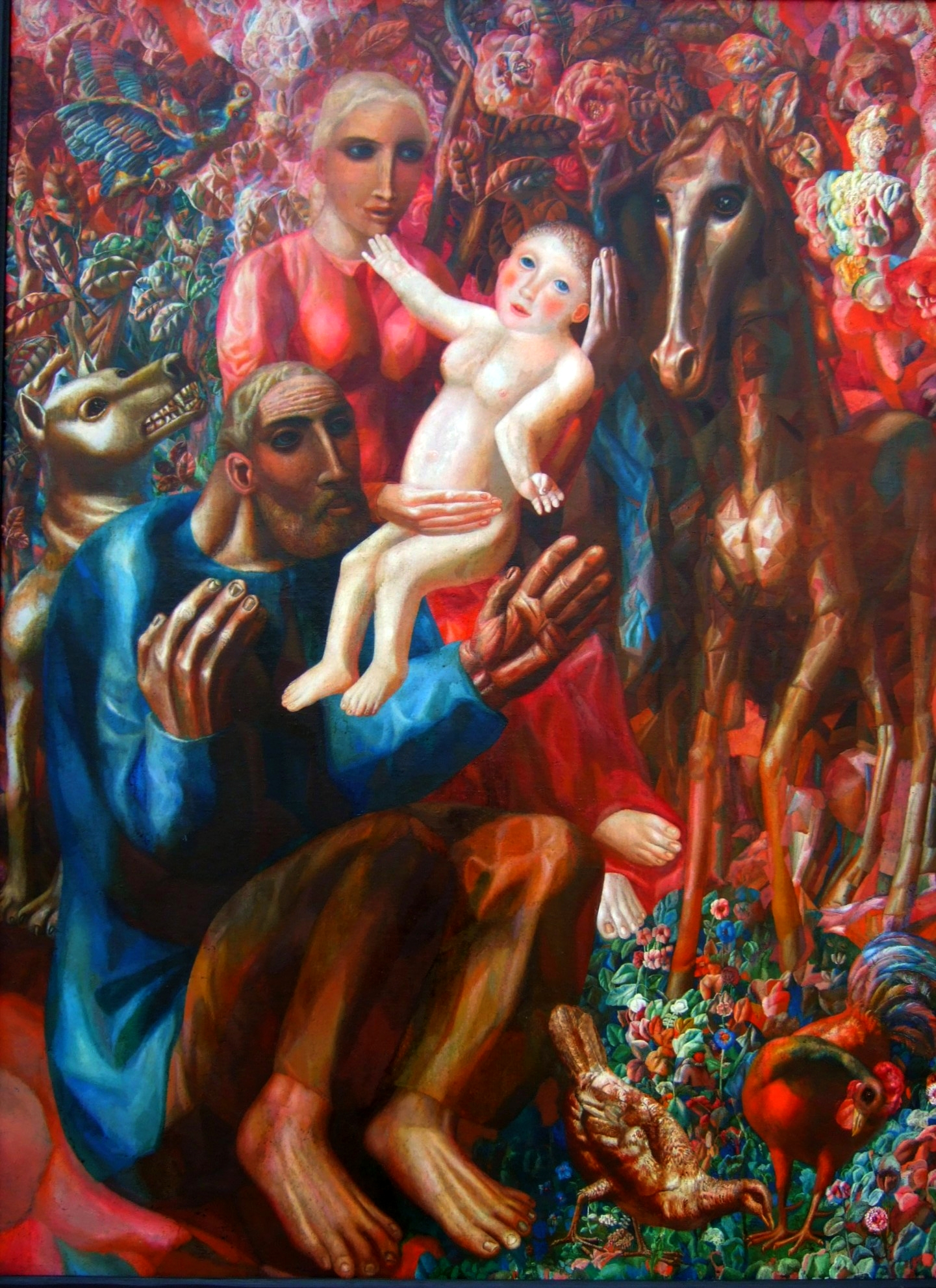
Pavel Nikolajevič Filonov, Svatá rodina, 1914, olej na plátně
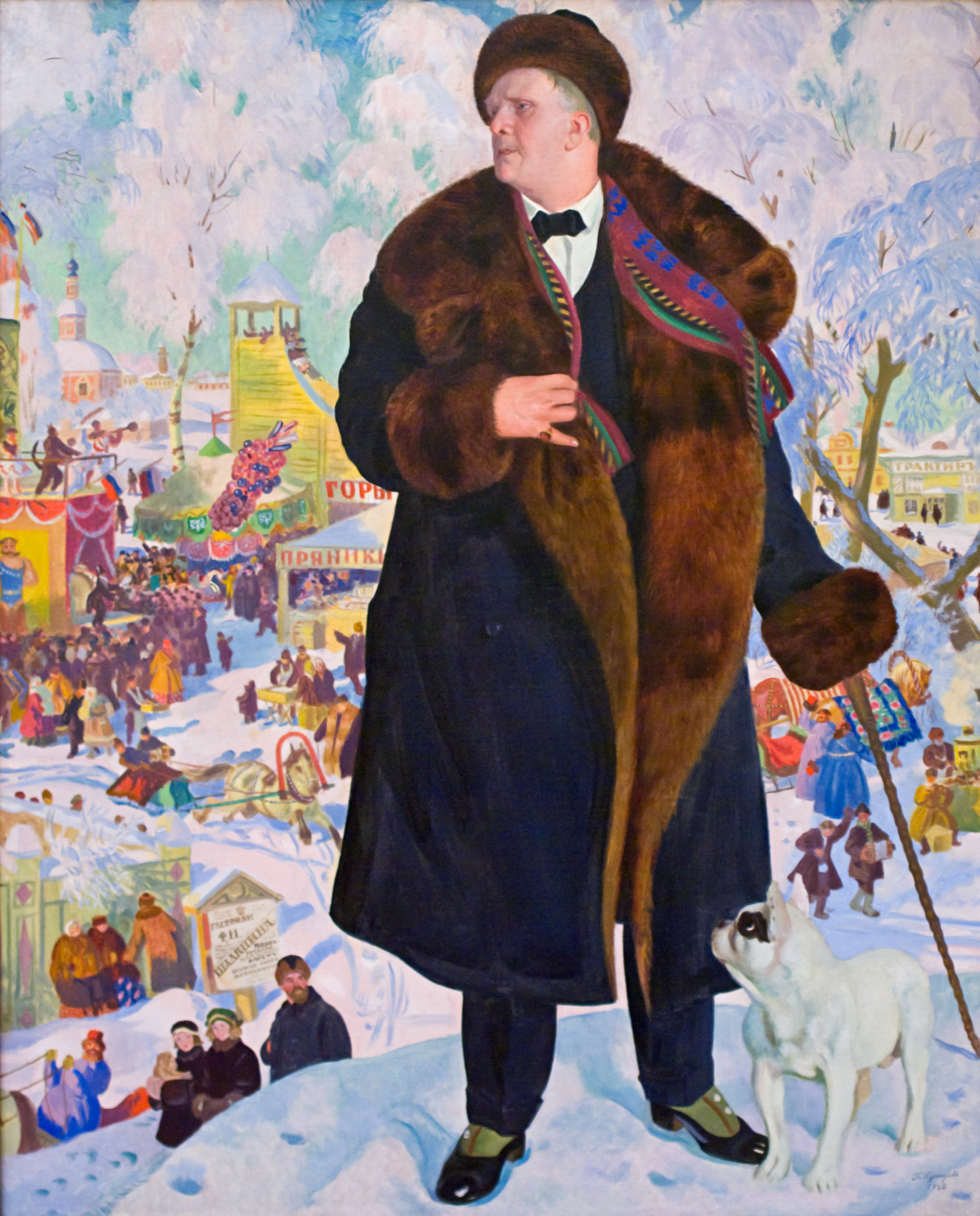
Boris Michajlovič Kustodijev, Portrét Fjodora Šaljapina, 1922, olej na plátně